# Jastrzębie Pomorskie
Jastrzębie Pomorskie – przystanek kolejowy w Jastrzębiu, w gminie Drzycim, w powiecie świeckim, w województwie kujawsko-pomorskim. Istnieje tylko jeden peron, brak kasy biletowej oraz poczekalni. W 2020 przewozy pasażerskie przez ten przystanek zostały trwale zlikwidowane.

## Ruch pasażerski
| Rok  | Wymiana pasażerska na dobę |
| ---- | -------------------------- |
| 2017 | 0-9                        |
| 2022 | –                          |